# Sawao Katō
Sawao Katō (japanisch 加藤 澤男, Katō Sawao; * 11. Oktober 1946 in Präfektur Niigata oder Suwadaira) ist ein ehemaliger japanischer Kunstturner und Hochschullehrer.
Katō nahm zwischen 1968 und 1976 an drei Olympischen Spielen teil, bei denen er insgesamt 12 Medaillen gewann, davon 8 goldene. Damit ist er einer der erfolgreichsten Turner bei Olympischen Spielen und der erfolgreichste Olympiateilnehmer Japans. Neben dem Italiener Alberto Braglia (1908 und 1912), dem sowjetischen Turner Wiktor Tschukarin (1952 und 1956) und seinem Landsmann Kōhei Uchimura (2012 und 2016) gehört Katō zu den vier Athleten, die ihren Mehrkampfsieg bei Olympischen Spielen wiederholen konnten.
Später arbeitete Katō, bis zu seiner Emeritierung im Jahr 2010, als Professor für Gesundheit und Sportwissenschaften an der Universität Tsukuba.
2020 wurde Katō als Person mit besonderen kulturellen Verdiensten geehrt, 2021 wurde ein Asteroid nach ihm benannt: (43212) Katosawao.

## Olympische Erfolge
Olympische Sommerspiele 1968 in Mexiko-Stadt
- Gold im Zwölfkampf
- Gold in der Mannschaftswertung
- Gold im Bodenturnen
- Bronze an den Ringen

Olympische Sommerspiele 1972 in München
- Gold im Zwölfkampf
- Gold in der Mannschaftswertung
- Gold am Barren
- Silber am Seitpferd
- Silber am Reck

Olympische Sommerspiele 1976 in Montreal
- Gold am Barren
- Gold in der Mannschaftswertung
- Silber im Zwölfkampf